# Rachael Mwikali
Rachael Mwikali nasceu e foi criada em Mathare, numa aglomeração de favelas em Nairobi, capital do Quênia. Ela é uma ativista feminista e uma das cofundadoras do movimento social Coalition for Grassroots Human Rights Defenders Kenya (Coligação para os Defensores Populares dos Direitos Humanos, Quênia), que foi criado com a intenção de juntar ativistas populares e organizações de direitos humanos em todo o país. Muitas raparigas do Quênia proveem de lugares de extrema pobreza onde é difícil ter acesso à educação e às oportunidades de trabalho. Por causa disto, acabam em relacionametos abusivos, tal como a Rachael. Mwikali diz que foi muito complicado sair daquele relacionamento, já que ela não tinha autoridade, mas não desistiu e agora pode tomar as suas próprias decisões e lutar para defender os seus direitos.

## Prémios e homenagens
Mwikali recebeu o grau de Oficial da Ordem do Império Britânico (OBE) em 2014 pelos serviços prestados em prol dos Direitos Humanos.
Rachael Mwikali foi homenageada pela Suécia, na exposição itinerante "Mundo Igualitário do ponto de vista do género - um tributo a quem luta pelos Direitos das Mulheres", constituída por quinze retratos de autoria da fotógrafa sueca Anette Brolenius, de personalidades que se distinguiram pela luta da Igualdade de Género e Direitos das Mulheres. Esta exposição esteve pela primeira vez em Portugal, abrindo ao público no dia 2 de março de 2020, no concelho do Funchal, na Região Autónoma da Madeira.